# Deutsche Poolbillard-Meisterschaft 2011 (Rollstuhlfahrer)
Die Deutsche Poolbillard-Meisterschaft 2011 war die dritte Austragung zur Ermittlung der nationalen Meistertitel der Rollstuhlfahrer in der Billardvariante Poolbillard. Sie wurde vom 5. bis 6. November 2011 in der Wandelhalle in Bad Wildungen im Rahmen der Deutschen Billard-Meisterschaft ausgetragen.
Es wurden die Deutschen Meister in den Disziplinen 8-Ball und 9-Ball ermittelt.

## Medaillengewinner
| Disziplin | Gold                         | Silber                          | Bronze                          |
| --------- | ---------------------------- | ------------------------------- | ------------------------------- |
| 8-Ball    | Joachim Schuler BSC Ulm      | Tankred Volkmer PBC Backnang    | Manfred Gattinger 1. PBC Passau |
| 9-Ball    | Tankred Volkmer PBC Backnang | Manfred Gattinger 1. PBC Passau | Joachim Schuler BSC Ulm         |

## Modus
Die vier teilnehmenden Spieler spielten im Round Robin-Modus gegeneinander.

## Wettbewerbe

### 8-Ball
Der Wettbewerb in der Disziplin 8-Ball wurde am 5. November 2011 ausgetragen.
- Peter Rupprecht – Tankred Volkmer 1:4
- Manfred Gattinger – Joachim Schuler 2:4
- Joachim Schuler – Peter Rupprecht 4:0
- Tankred Volkmer – Manfred Gattinger 4:1
- Peter Rupprecht – Manfred Gattinger 1:4
- Tankred Volkmer – Joachim Schuler 2:4

| Platz | Spieler           | Verein        | G | V |
| ----- | ----------------- | ------------- | - | - |
| 1     | Joachim Schuler   | BSC Ulm       | 3 | 0 |
| 2     | Tankred Volkmer   | PBC Backnang  | 2 | 1 |
| 3     | Manfred Gattinger | 1. PBC Passau | 1 | 2 |
| 4     | Peter Rupprecht   | PBC Waghäusel | 0 | 3 |

### 9-Ball
Der Wettbewerb in der Disziplin 9-Ball wurde am 6. November 2011 ausgetragen.
- Tankred Volkmer – Manfred Gattinger 5:0
- Peter Rupprecht – Joachim Schuler 1:5
- Manfred Gattinger – Joachim Schuler 5:3
- Peter Rupprecht – Tankred Volkmer 0:5
- Peter Rupprecht – Manfred Gattinger 2:5
- Joachim Schuler – Tankred Volkmer 3:5

| Platz | Spieler           | Verein        | G | V |
| ----- | ----------------- | ------------- | - | - |
| 1     | Tankred Volkmer   | PBC Backnang  | 3 | 0 |
| 2     | Manfred Gattinger | 1. PBC Passau | 2 | 1 |
| 3     | Joachim Schuler   | BSC Ulm       | 1 | 2 |
| 4     | Peter Rupprecht   | BF Bruchsal   | 0 | 3 |